# Jamestown (Virginie)

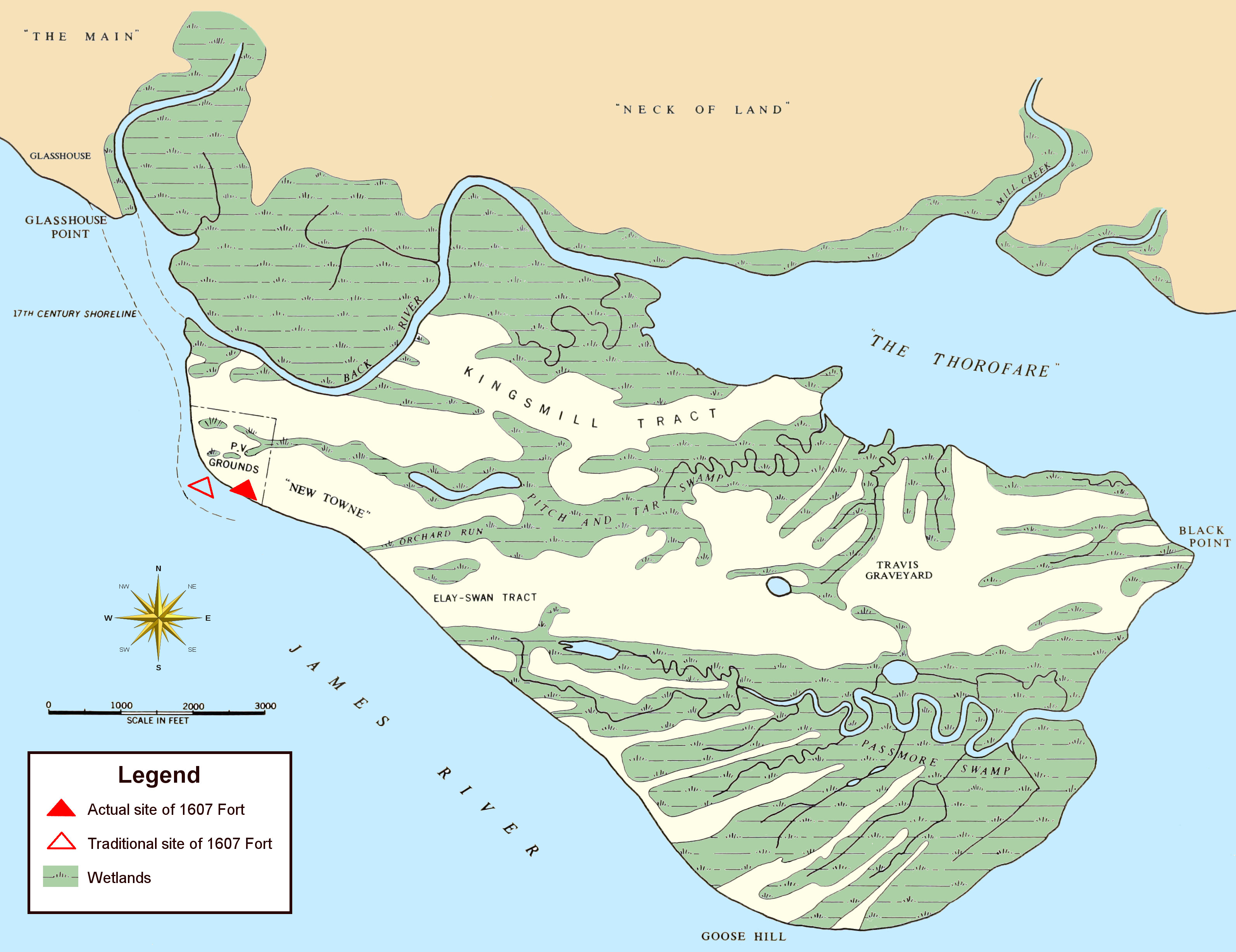
Mapa ostrova Jamestown s polohou původního fortu z roku 1607

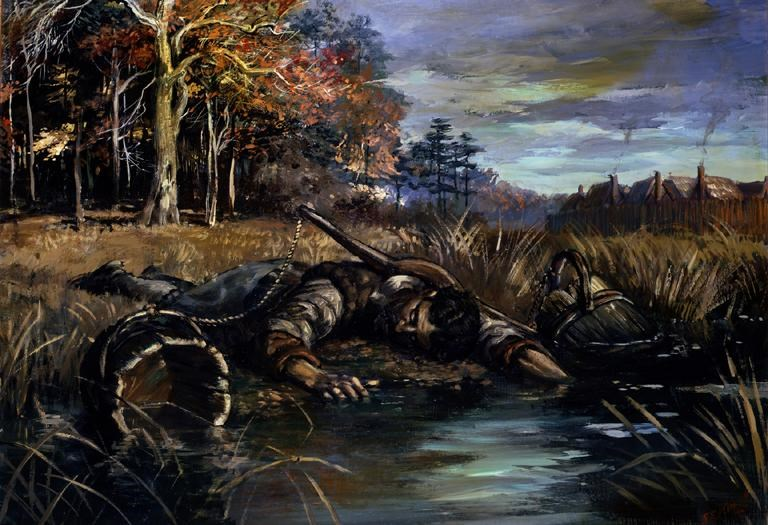
Mrtvý osadník Jamestownu v bažině

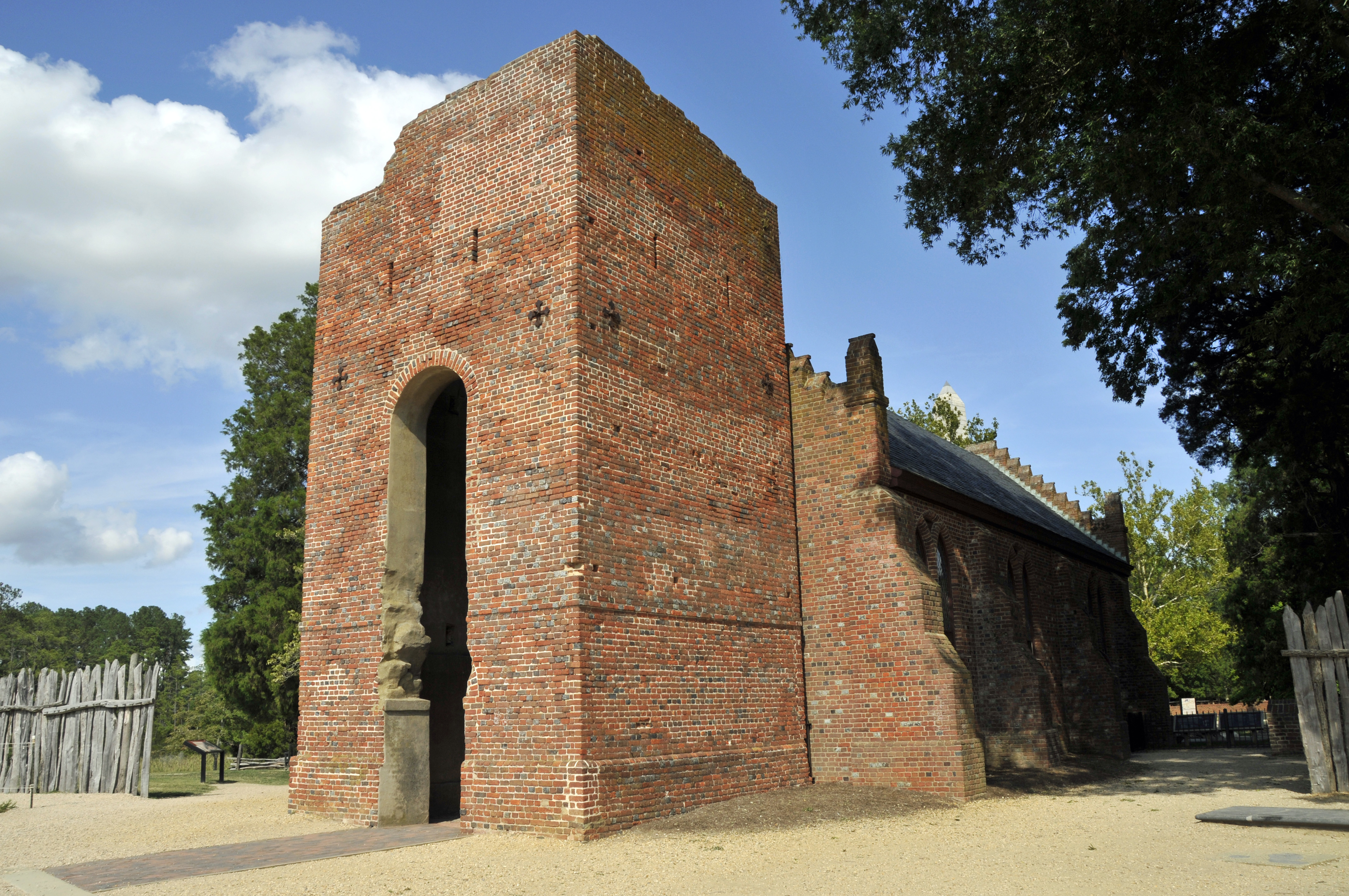
Zničená věž kostela v Jamestownu ze 17. století; loď byla rekonstruována v roce 1907 na původních základech

Jamestown byla první anglická kolonie v Severní Americe (pokus sira Waltera Raleigha založit trvalou osadu na ostrově Roanoke Island v roce 1583 nebyl úspěšný), která přežila těžkou dobu svých začátečních let. Byla založena jako „James Fort“ 14. května 1607 ve Virginii v oblasti zátoky Chesapeake. Dnes je na místě původní kolonie vybudována kopie Fortu pod správou Colonial National Historical Park.

## Osudy kolonie
Žádost o založení kolonie na východním pobřeží Severní Ameriky si vyžádala London Virginia Company už v roce 1606 od anglického krále Jakuba I. Kolonisté ale dorazili na místo až o rok později. Připluli se třemi loděmi: Susan Constant, Godspeed a Discovery. Zakotvili dále od pobřeží, aby nebyli nalezeni španělskou flotilou. Pod vedením Edwarda M. Wingfielda (1550–1631) zbudovali palisádovým plotem obehnaný Fort, ve kterém zřídili jako první budovu skladiště. Základní počet obyvatel kolonie čítal 105 kolonistů, ale po tvrdé zimě téhož roku, když dorazila další várka, už jich bylo jen 38. 
Většina z nových kolonistů byli bohatí angličtí džentlmeni nebo zchudlí šlechtici, kteří nebyli zvyklí ze své domovské vlasti pracovat. Přijeli zbohatnout při hledání zlata, prodejem olivového oleje nebo dřeva vhodného pro loďařství. Bohužel se ani jedna z jejich představ nevyplnila. Nikdo z nich netušil, na čem vlastně kolonie jednou v budoucnu zbohatne a zajistí si trvalé přežití. Čas si tedy krátili hraním kostek a karet. To se ale nelíbilo novému veliteli kolonie Johnu Smithovi (1579–1631), který nastolil přísnou kázeň a nechal vykopat studnu s pitnou vodou. Zavedl také motto: „Kdo nebude pracovat, nebude ani jíst“.
Od prvního dne museli kolonisté udržovat kontakt se 24 000 domorodci (indiány) z algonkinských kmenů usídlených v okolí. Ty byly čas od času vlídné i bojovné. Powhatan, mocný náčelník, který dobyl sousední kmeny, kolonisty zprvu zásoboval potravinami, ale považoval je také za nový kmen odpovědný mu odevzdávat daň. To dal najevo i násilným unesením tehdejšího vůdce kolonistů Johna Smithe. Při rituální popravě ho zřejmě nechal zachránit jednou ze svých dcer Pocahontas. Tak chtěl ukázat svou štědrost. Za to, že přežil, ho kolonisté zvolili za nového vůdce. Zde vznikl i zromantizovaný příběh o lásce mezi Smithem a Pocahontas, kterého využil ve svých animovaných filmech i Disney.
Méně romantický byl osud dalších 10 000 kolonistů, kteří dorazili v příštích 10 letech. Buď byli zabiti indiány při vzpourách, nebo zemřeli v důsledku otravy ze závadné vody z řeky nebo na malárii, neboť se usídlili v podstatě uprostřed bažiny. Po náhodné explozi černého střelného prachu v ruce se Smith těžce zranil a rozhořčen se vrátil zpět do Evropy. Zpátky do Ameriky se vrátil o několik let později, když prozkoumával severní pobřeží, které pojmenoval Nová Anglie. O svých zážitcích sepsal později několik knih. Bez jeho velení se kolonie dostala zpět do původní bídné situace.
Kolonii „zachránil“ až kolonista John Rolfe, který přivezl novou plodinu, tabák. Prodej tohoto oblíbeného tabáku do Anglie zajistil kolonii trvalé přežití. John Rolfe si za ženu vzal Pocahontas a založil samostatnou farmu. Na přání anglického dvora se svojí ženou odcestoval do Londýna, kde měl tento projekt představit. Pocahontas však nebyla zvyklá na chladné evropské počasí, onemocněla a při zpáteční cestě do Ameriky zemřela na lodi.

### Filmy
- The New World, USA, 2005, celovečerní film o prvních těžkých letech v kolonii
- Pocahontas, USA, 1995, animovaný film o romantické lásce mezi Smithem a Pocahontas